# فهرست برندگان لیگ قهرمانان اروپای زنان

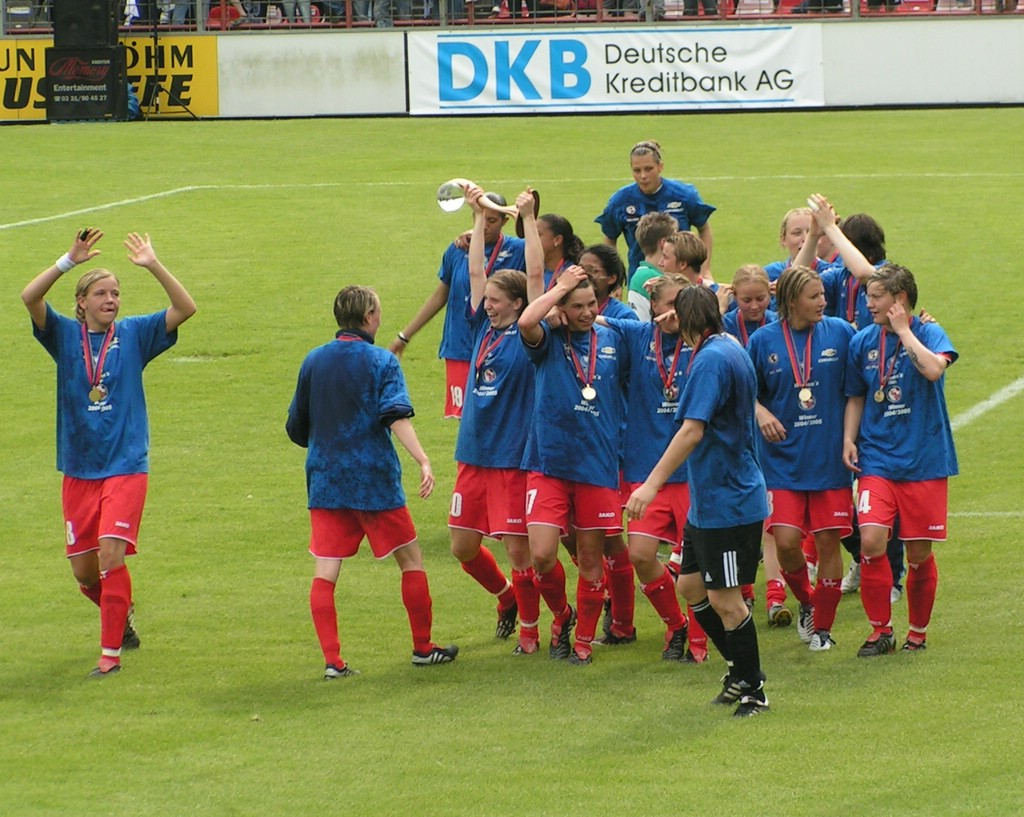
بازیکنان توربین پوتسدام در حال برگزاری جشن قهرمانی در سال ۲۰۰۵

لیگ قهرمانان اروپای زنان یک تورنومنت بین‌المللی در فوتبال زنان و رقابت باشگاه‌های اروپا در بین کشورهای عضو یوفا است. این رقابت‌ها برای اولین بار در فصل ۰۲–۲۰۰۱ و تحت نام جام یوفای زنان برگزار شد. این مسابقات تنها رقابت بین‌المللی برای باشگاه‌های فوتبال زنان اروپا است. این رقابت‌ها برای قهرمانان تمام لیگ‌های فدراسیون‌های عضو یوفا، که چنین مسابقاتی را برگزار می‌کنند، دایر است. ۴۶ عضو از ۵۳ عضو یوفا وارد این رقابت‌ها شده‌اند. هشت فدراسیون برتر می‌توانند دو تیم را راهی مسابقات کنند و مدافع قهرمانی نیز در صورت عدم حضور از طرف لیگ داخلی خود، می‌تواند یک جایگاه اضافه داشته باشد. نخستین فینال به صورت تک دیدار برگزار شد. مابین سالهای ۲۰۰۳ و ۲۰۰۹، فینال به صورت رفت و برگشت برگزار شد، اما در سال ۲۰۱۰ مجدداً به صورت تک بازی برگزار شد. این رقابت‌ها از سال ۲۰۰۹ به نام جام زنان یوفا برگزار می‌شود.
باشگاه فرانسوی لیون با شش قهرمانی رکوردار این رقابت‌هاست. آلمان با نه قهرمانی موفق‌ترین انجمن عضو است.

## فهرست فینال‌ها
| dagger | نتیجه در وقت اضافه مشخص شد.    |
| *      | نتیجه در ضربات پنالتی مشخص شد. |

| فصل     | ملیت     | قهرمان         | نتیجه     | نائب قهرمان      | ملیت    | ورزشگاه                                  | تماشاگران |
| ------- | -------- | -------------- | --------- | ---------------- | ------- | ---------------------------------------- | --------- |
| ۰۲–۲۰۰۱ | آلمان    | فرانکفورت      | ۲–۰       | اومئا            | سوئد    | کومرتسبانک آرنا، فرانکفورت               | ۱۲٬۱۰۶    |
| ۰۳–۲۰۰۲ | سوئد     | اومئا          | ۴–۱       | Fortuna Hjørring | دانمارک | Gammliavallen, اومئو                     | ۷٬۶۴۸     |
| ۰۳–۲۰۰۲ | سوئد     | اومئا          | ۳–۰       | Fortuna Hjørring | دانمارک | Hjørring Stadium, Hjørring               | ۲٬۱۱۹     |
| ۰۴–۲۰۰۳ | سوئد     | اومئا          | ۳–۰       | فرانکفورت        | آلمان   | روسوندا، استکهلم                         | ۵٬۴۰۹     |
| ۰۴–۲۰۰۳ | سوئد     | اومئا          | ۵–۰       | فرانکفورت        | آلمان   | Bornheimer Hang, فرانکفورت               | ۹٬۵۰۰     |
| ۰۵–۲۰۰۴ | آلمان    | توربین پوتسدام | ۲–۰       | دیوری گردن       | سوئد    | المپیک استکهلم، استکهلم                  | ۱٬۳۸۲     |
| ۰۵–۲۰۰۴ | آلمان    | توربین پوتسدام | ۳–۱       | دیوری گردن       | سوئد    | Karl-Liebknecht-Stadion, پوتسدام         | ۸٬۶۷۷     |
| ۰۶–۲۰۰۵ | آلمان    | فرانکفورت      | ۴–۰       | توربین پوتسدام   | آلمان   | Karl-Liebknecht-Stadion, پوتسدام         | ۴٬۴۳۱     |
| ۰۶–۲۰۰۵ | آلمان    | فرانکفورت      | ۳–۲       | توربین پوتسدام   | آلمان   | Bornheimer Hang, فرانکفورت               | ۱۳٬۲۰۰    |
| ۰۷–۲۰۰۶ | انگلستان | آرسنال         | ۱–۰       | اومئا            | سوئد    | Gammliavallen, اومئو                     | ۶٬۲۶۵     |
| ۰۷–۲۰۰۶ | انگلستان | آرسنال         | ۰–۰       | اومئا            | سوئد    | Meadow Park, بورهام‌وود                   | ۳٬۴۶۷     |
| ۰۸–۲۰۰۷ | آلمان    | فرانکفورت      | ۱–۱       | اومئا            | سوئد    | Gammliavallen, اومئو                     | ۴٬۱۲۸     |
| ۰۸–۲۰۰۷ | آلمان    | فرانکفورت      | ۳–۲       | اومئا            | سوئد    | کومرتسبانک آرنا، فرانکفورت               | ۲۷٬۶۴۰    |
| ۰۹–۲۰۰۸ | آلمان    | دویسبورگ       | ۶–۰       | Zvezda Perm      | روسیه   | Central Stadium, کازان                   | ۷۰۰       |
| ۰۹–۲۰۰۸ | آلمان    | دویسبورگ       | ۱–۱       | Zvezda Perm      | روسیه   | ام‌اس‌وی آرنا، دویسبورگ                    | ۲۸٬۱۱۲    |
| ۱۰–۲۰۰۹ | آلمان    | توربین پوتسدام | ۰–۰*[الف] | لیون             | فرانسه  | کولیسیوم آلفونسو پرز، ختافه              | ۱۰٬۳۷۲    |
| ۱۱–۲۰۱۰ | فرانسه   | لیون           | ۲–۰       | توربین پوتسدام   | آلمان   | کریون کاتج، لندن                         | ۱۴٬۳۰۳    |
| ۱۲–۲۰۱۱ | فرانسه   | لیون           | ۲–۰       | فرانکفورت        | آلمان   | المپیک مونیخ، مونیخ                      | ۵۰٬۲۱۲    |
| ۱۳–۲۰۱۲ | آلمان    | وولفسبورگ      | ۱–۰       | لیون             | فرانسه  | استمفورد بریج، لندن                      | ۱۹٬۲۷۸    |
| ۱۴–۲۰۱۳ | آلمان    | وولفسبورگ      | ۴–۳       | تیرسو            | سوئد    | Estádio do Restelo, لیسبون               | ۱۱٬۲۱۷    |
| ۱۵–۲۰۱۴ | آلمان    | فرانکفورت      | ۲–۱       | پاری سن ژرمن     | فرانسه  | Friedrich-Ludwig-Jahn-Sportpark, برلین   | ۱۷٬۱۴۷    |
| ۱۶–۲۰۱۵ | فرانسه   | لیون           | ۱–۱*[ب]   | وولفسبورگ        | آلمان   | گیگلیو، رجو نل امیلیا                    | ۱۵٬۱۱۷    |
| ۱۷–۲۰۱۶ | فرانسه   | لیون           | ۰–۰*[پ]   | پاری سن ژرمن     | فرانسه  | کاردیف سیتی، کاردیف                      | ۲۲٬۴۳۳    |
| ۱۸–۲۰۱۷ | فرانسه   | لیون           | ۴–۱       | وولفسبورگ        | آلمان   | Valeriy Lobanovskyi Dynamo Stadium, کی‌یف | ۱۴٬۲۳۷    |
| ۱۹–۲۰۱۸ | فرانسه   | لیون           | ۴–۱       | بارسلونا         | اسپانیا | Groupama Arena , بوداپست                 | ۱۹٬۴۸۷    |

## عملکرد

### بر پایه تیم
| باشگاه           | قهرمان | نائب قهرمان | سال قهرمانی                        | سال نائب قهرمانی |
| ---------------- | ------ | ----------- | ---------------------------------- | ---------------- |
| لیون             | ۶      | ۲           | ۲۰۱۱، ۲۰۱۲، ۲۰۱۶، ۲۰۱۷، ۲۰۱۸، ۲۰۱۹ | ۲۰۱۰، ۲۰۱۳       |
| فرانکفورت        | ۴      | ۲           | ۲۰۰۲، ۲۰۰۶، ۲۰۰۸، ۲۰۱۵             | ۲۰۰۴، ۲۰۱۲       |
| اومئا            | ۲      | ۳           | ۲۰۰۳، ۲۰۰۴                         | ۲۰۰۲، ۲۰۰۷، ۲۰۰۸ |
| توربین پوتسدام   | ۲      | ۲           | ۲۰۰۵، ۲۰۱۰                         | ۲۰۰۶، ۲۰۱۱       |
| وولفسبورگ        | ۲      | ۲           | ۲۰۱۳، ۲۰۱۴                         | ۲۰۱۶، ۲۰۱۸       |
| آرسنال           | ۱      | ۰           | ۲۰۰۷                               | –                |
| دویسبورگ         | ۱      | ۰           | ۲۰۰۹                               | –                |
| پاری سن ژرمن     | ۰      | ۲           | –                                  | ۲۰۱۵، ۲۰۱۷       |
| Fortuna Hjørring | ۰      | ۱           | –                                  | ۲۰۰۳             |
| دیوری گردن       | ۰      | ۱           | –                                  | ۲۰۰۵             |
| Zvezda Perm      | ۰      | ۱           | –                                  | ۲۰۰۹             |
| تیرسو            | ۰      | ۱           | –                                  | ۲۰۱۴             |
| بارسلونا         | ۰      | ۱           | –                                  | ۲۰۱۹             |

### بر پایه کشور
| ملیت     | قهرمان | نائب قهرمان |
| -------- | ------ | ----------- |
| آلمان    | ۹      | ۶           |
| فرانسه   | ۶      | ۴           |
| سوئد     | ۲      | ۵           |
| انگلستان | ۱      | ۰           |
| دانمارک  | ۰      | ۱           |
| روسیه    | ۰      | ۱           |
| اسپانیا  | ۰      | ۱           |

## یادداشت
الف.^  نتیجه پس از پابان وقت اضافه ۰–۰ مساوی بود. توربین پوتسدام ۷–۶ در ضربات پنالتی برنده شد.
ب.^  نتیجه پس از پابان وقت اضافه ۱–۱ مساوی بود. لیون ۴–۳ در ضربات پنالتی برنده شد.
پ.^  نتیجه پس از پابان وقت اضافه ۰–۰ مساوی بود. لیون ۷–۶ در ضربات پنالتی برنده شد.

### عمومی
- "UEFA Club Championship (Women)". Rec.Sport.Soccer Statistics Foundation. rsssf.com. 2008-09-12. Retrieved 2008-10-25.

### اختصاصی
1. ↑  http://www.uefa.com/womenschampionsleague/history/